# Pays de la Dyle

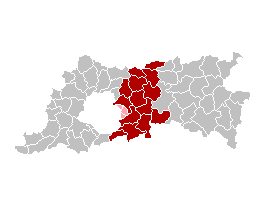
Carte du Brabant flamand avec les communes du Pays de la Dyle indiquées en rouge

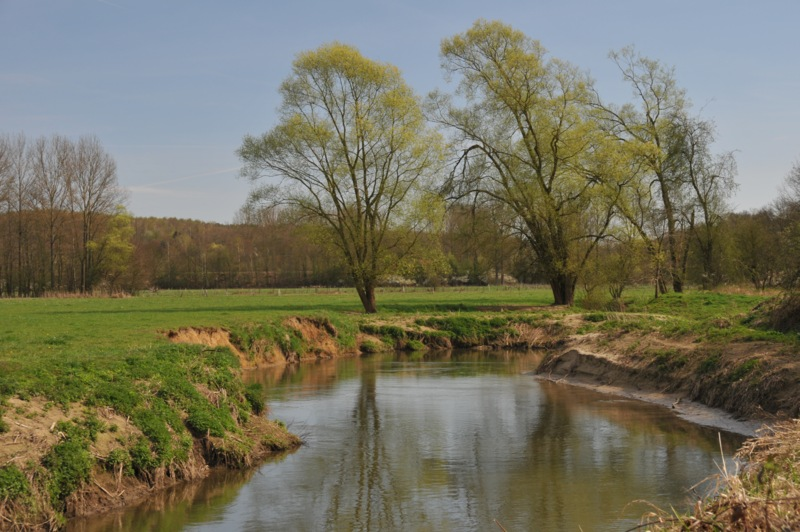
Le Doode Bemde, un morceau de nature dans la vallée de la Dyle entre Oud-Heverlee et Weert-Saint-Georges

Le Pays de la Dyle est région naturelle et un paysage régional de la province belge du Brabant flamand et fait partie de la Ceinture verte, la zone rurale autour de Bruxelles. Il est situé entre Bruxelles et Louvain et doit son nom à la rivière Dyle.
Au sud de la Dyle se trouve la région du raisin (Druivenstreek). Le sentier de grande randonnée GR-Pays de la Dyle (Streek-GR Dijleland) en forme de boucle, traverse la zone.
Les promenades dans la réserve naturelle Doode Bemde s'étendent sur 120 hectares.
L'Association du Paysage régional de la Dyle a ses bureaux à la Maison régionale du Pays de la Dyle (Streekhuis Dijleland, Witte Bomendreef 1, 3050 Oud-Heverlee).

## Communes
Les communes situées dans le Paysage régional Pays de la Dyle sont les suivantes :
- Bertem
- Bierbeek
- Boortmeerbeek
- Haecht
- Herent
- Hoeilaart
- Huldenberg
- Kampenhout
- Cortenbergh
- Louvain
- Oud-Heverlee
- Overijse
- Tervuren
- Steenokkerzeel